# Mezőhegyes
Mezőhegyes é uma cidade da Hungria, situada no condado de Békés. Tem 155,44 km² de área e sua população em 2019 foi estimada em 4.945 habitantes.